# Leichtathletik-Europameisterschaften 2016/3000 m Hindernis der Männer

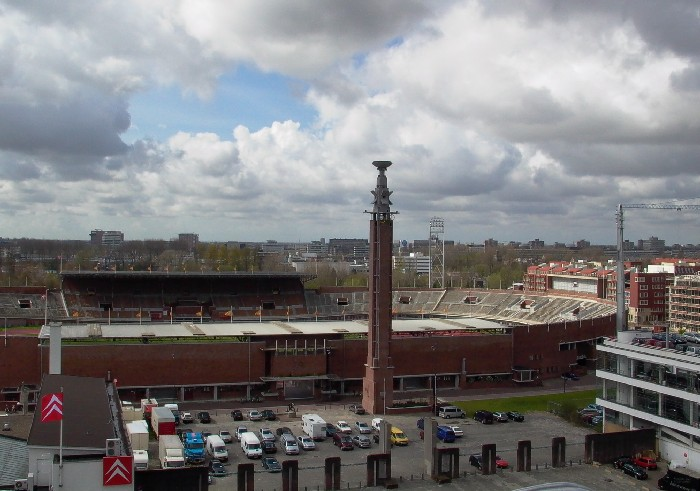
Das Olympiastadion in Amsterdam im Jahr 2005

Der 3000-Meter-Hindernislauf der Männer bei den Leichtathletik-Europameisterschaften 2016 wurde am 6. und 8. Juli 2016 im Olympiastadion der niederländischen Hauptstadt Amsterdam ausgetragen.
In diesem Wettbewerb erliefen die französischen Athleten mit Gold und Bronze zwei Medaillen. Europameister wurde Mahiedine Mekhissi-Benabbad, der hier bereits seinen dritten EM-Titel über diese Distanz errang und mit zweimal Olympiasilber (2008/2012), zweimal WM-Bronze (2011/2013) und EM-Gold 2014 über 1500 Meter zahlreiche weitere Erfolge aufzuweisen hatte.
Den zweiten Rang belegte der Türke Aras Kaya.
Dritter wurde Titelverteidiger Yoann Kowal, der vor zwei Jahren bei seinem Sieg von Mekhissis Disqualifikation profitiert hatte, nachdem dieser kurz vor dem Ziel deutlich in Führung liegend sein Trikot ausgezogen hatte.

## Bestehende Rekorde
| Weltrekord           | 7:53,63 min | Saif Saaeed Shaheen         | Brüssel, Belgien        | 3. September 2004 |
| Europarekord         | 8:00,09 min | Mahiedine Mekhissi-Benabbad | Saint-Denis, Frankreich | 6. Juli 2013      |
| Meisterschaftsrekord | 8:07,87 min | Mahiedine Mekhissi-Benabbad | EM Barcelona, Spanien   | 1. August 2010    |

Der bestehende EM-Rekord wurde bei diesen Europameisterschaften nicht erreicht. Die schnellste Zeit erzielte der französische Europameister Mahiedine Mekhissi-Benabbad im Finale mit 8:25,63 min, womit er 17,76 s über dem Rekord blieb. Zum Europarekord fehlten ihm 25,54 s, zum Weltrekord genau 32 Sekunden.

## Doping
In diesem Wettbewerb gab es zwei dopingbedingte nachträgliche Disqualifikationen:
- Der Italiener Jamel Chatbi, der zeitweise auch für Marokko startete, hatte zunächst Rang fünf belegt. Er war auch über 5000 Meter am Start und war dort zunächst Elfter geworden. Chatbi wurde bei einer Trainingskontrolle während der Olympischen Spiele 2016, nachdem er sich ursprünglich für das Finale über 3000 Meter Hindernis qualifiziert hatte, positiv auf das verbotene Mittel Clenbuterol getestet. Für Chatbi war es nach 2009 bereits sein zweiter positiver Befund auf die verbotene Substanz.[3] Der neuerliche Befund führte zunächst zu einer Sperre für zwei Jahre und acht Monate bis April 2019, die wegen des bereits zweiten Vergehens von der italienischen Antidopingagentur NADO italia bis August 2024 verlängert wurde.[4]
- Dem Türken Hakan Duvar, der ursprünglich Platz zwölf belegt hatte, wurden Abweichungen in seinem Biologischen Pass nachgewiesen, die zu einer vierjährigen Sperre und unter anderem der Streichung des Resultats bei diesen Europameisterschaften führten. Die Sperre begann am 26. Dezember 2016 und endet am 25. Dezember 2020.[5]

Leidtragende waren in erster Linie zwei Läufer, die über ihre Zeit zur Teilnahme am Finale berechtigt gewesen wären:
- Tom Erling Kårbø (Norwegen) – Neunter im ersten Vorlauf in 8:42,72 min
- Jeroen D’hoedt (Belgien) – Sechster im zweiten Vorlauf in 8:42,75 min

## Legende
Kurze Übersicht zur Bedeutung der Symbolik – so üblicherweise auch in sonstigen Veröffentlichungen verwendet:
| DNF | Wettkampf nicht beendet (did not finish) |
| DNS | nicht am Start (did not start)           |
| DOP | wegen Dopingvergehens disqualifiziert    |

## Vorrunde
Die Vorrunde wurde in zwei Läufen durchgeführt. Die ersten fünf Athleten pro Lauf – hellblau unterlegt – sowie die darüber hinaus fünf zeitschnellsten Läufer – hellgrün unterlegt – qualifizierten sich für das Finale.

### Vorlauf 1

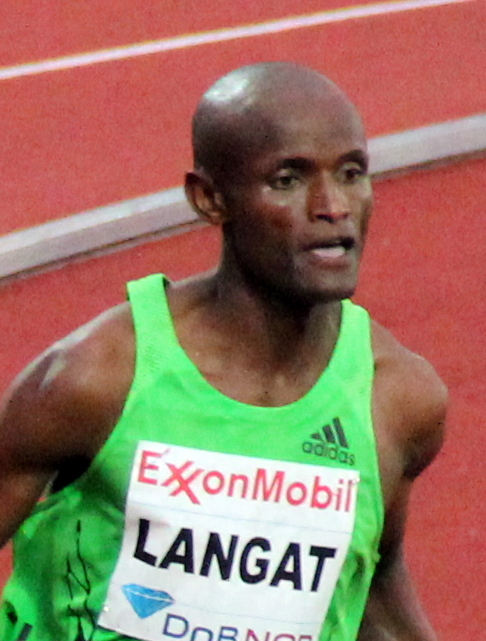
Tarık Langat Akdağ, in seiner Zeit als Kenianer mit dem Namen Patrick Langat gestartet, scheiterte als Zehnter seines Rennens in der Vorrunde

6. Juli 2016, 17:55 Uhr
| Platz | Name                        | Nation         | Zeit (min)                                     |
| ----- | --------------------------- | -------------- | ---------------------------------------------- |
| 1     | Mahiedine Mekhissi-Benabbad | Frankreich     | 8:31,42                                        |
| 2     | Krystian Zalewski           | Polen          | 8:31,50                                        |
| 3     | Sebastián Martos            | Spanien        | 8:31,98                                        |
| 4     | Rob Mullett                 | Großbritannien | 8:32,06                                        |
| 5     | Ole Hesselbjerg             | Dänemark       | 8:32,17                                        |
| 6     | Abdoullah Bamoussa          | Italien        | 8:33,54                                        |
| 7     | Abdelaziz Merzougui         | Spanien        | 8:34,34                                        |
| 8     | Emil Blomberg               | Schweden       | 8:34,81                                        |
| 9     | Tom Erling Kårbø            | Norwegen       | 8:42,72 eigentlich für das Finale qualifiziert |
| 10    | Tarık Langat Akdağ          | Türkei         | 8:43,81                                        |
| 11    | Tomas Cotter                | Irland         | 9:08,82                                        |
| 12    | Noam Neeman                 | Israel         | 9:15,80                                        |
| DOP   | Hakan Duvar                 | Türkei         | 8:33,13 für das Finale zugelassen              |

### Vorlauf 2

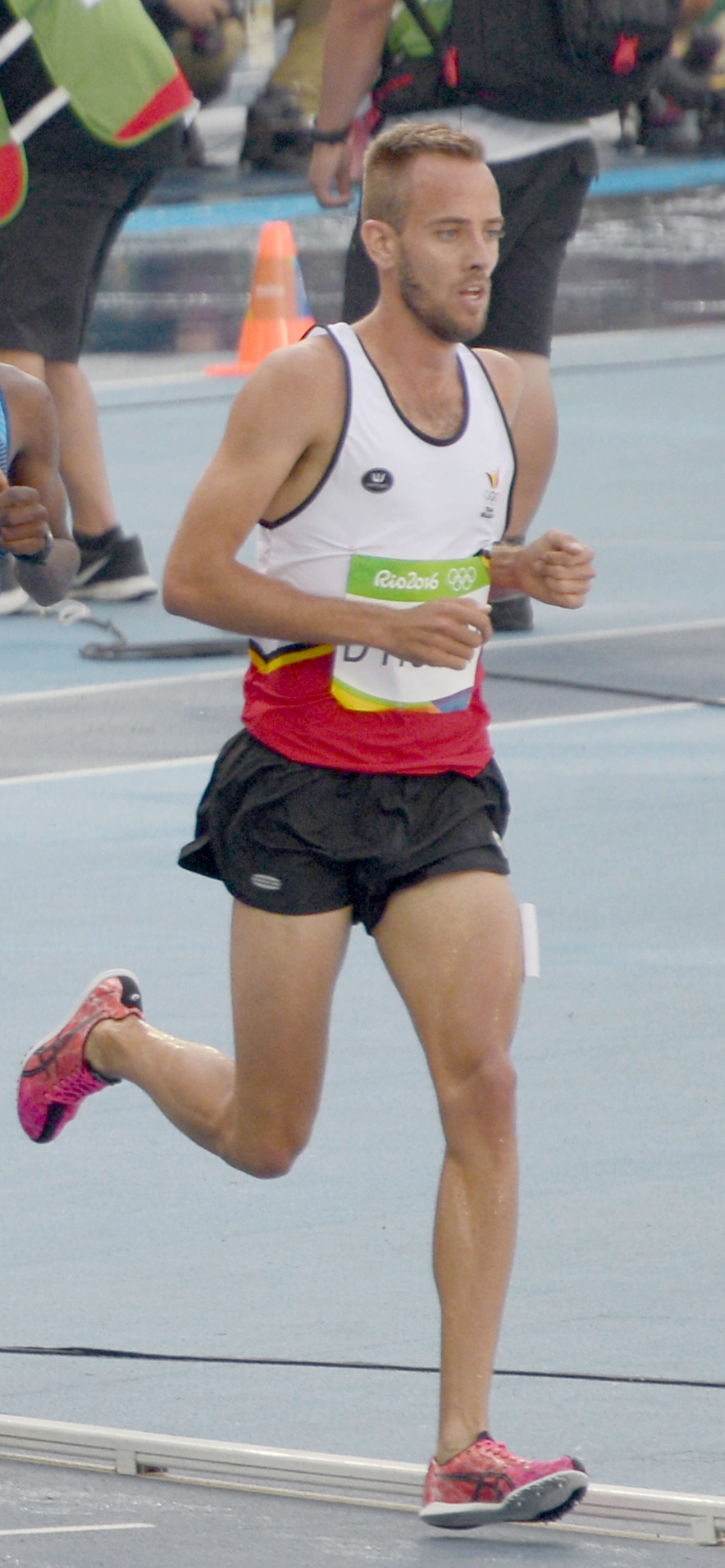
Jeroen D’hoedt konnte nicht am Finale teilnehmen, weil seine Startberechtigung dort erst nach Entlarven der Dopingbetrüger deutlich wurde
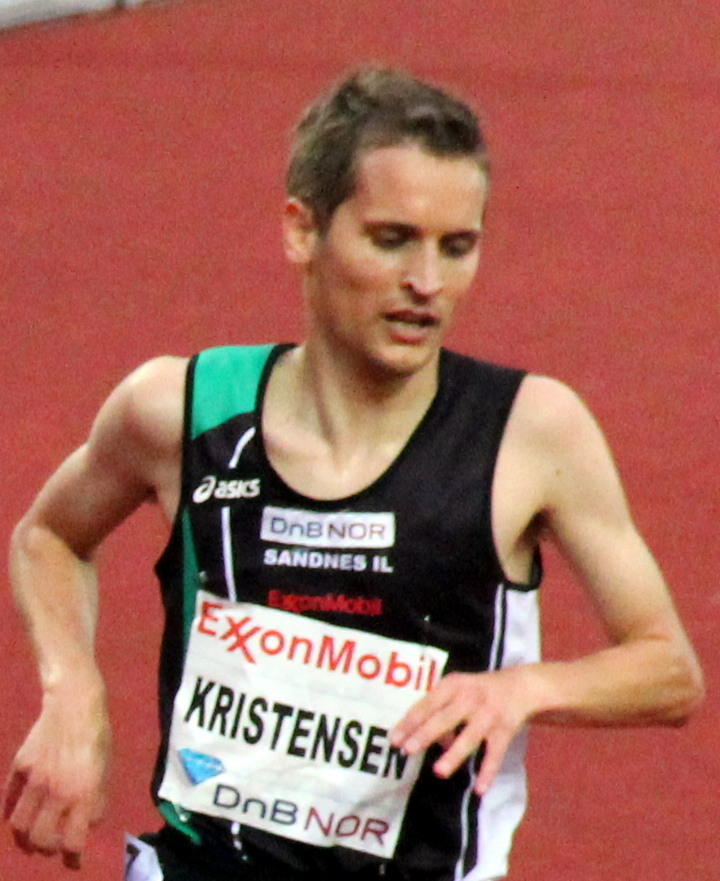
Bjørnar Ustad Kristensen schied als Achter seines Vorlaufs  aus
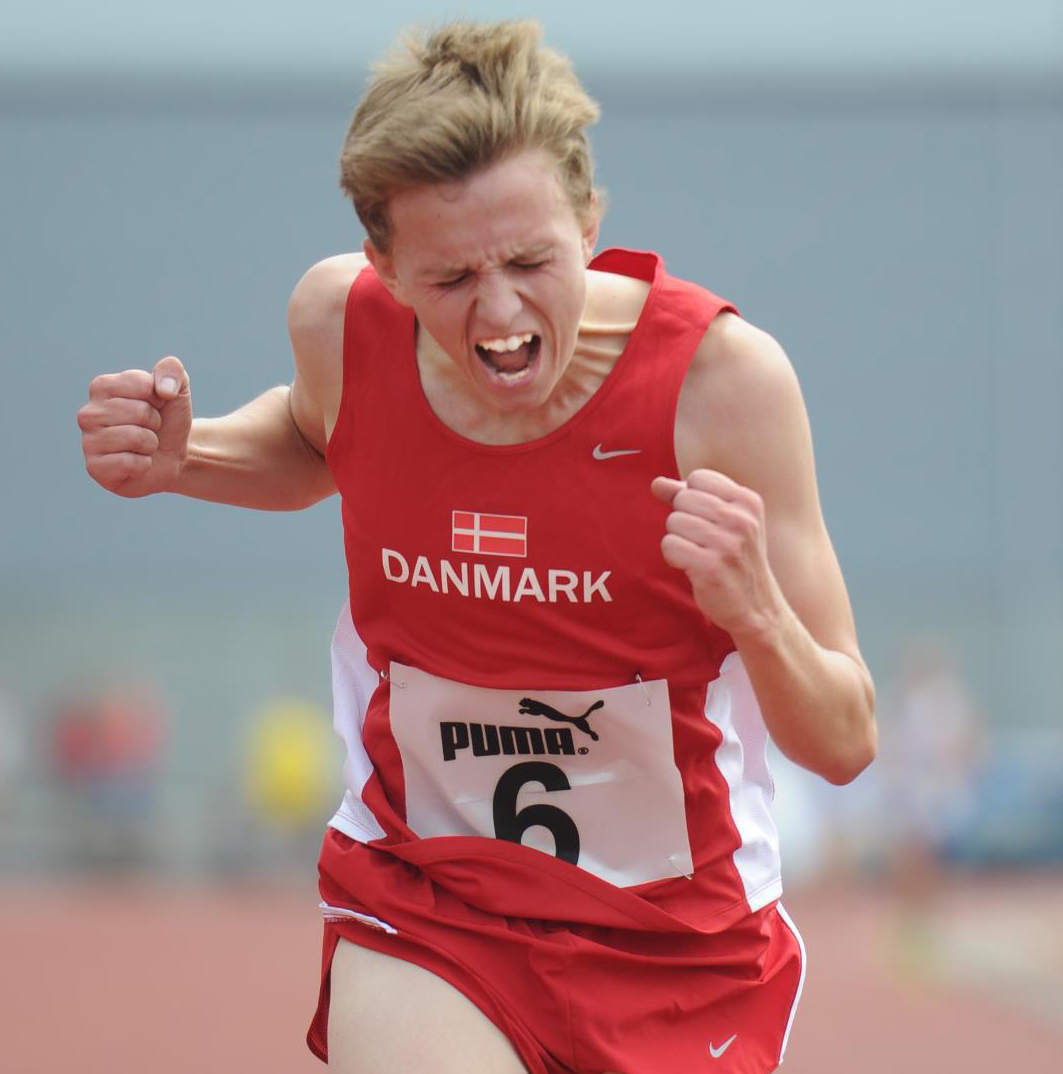
Jakob Dybdal Abrahamsen erreichte im zweiten Vorlauf nicht das Ziel

6. Juli 2016, 18:08 Uhr
| Platz | Name                     | Nation     | Zeit (min)                                     |
| ----- | ------------------------ | ---------- | ---------------------------------------------- |
| 1     | Aras Kaya                | Türkei     | 8:33,11                                        |
| 2     | Yoann Kowal              | Frankreich | 8:33,51                                        |
| 3     | Fernando Carro Morillo   | Spanien    | 8:33,69                                        |
| 4     | Kaur Kivistik            | Estland    | 8:33,94                                        |
| 5     | Yuri Floriani            | Italien    | 8:34,82                                        |
| 6     | Jeroen D’hoedt           | Belgien    | 8:42,75 eigentlich für das Finale qualifiziert |
| 7     | Mitko Tsenow             | Bulgarien  | 8:45,55                                        |
| 8     | Bjørnar Ustad Kristensen | Norwegen   | 8:54,73                                        |
| 9     | Elmar Engholm            | Schweden   | 8:55,21                                        |
| 10    | Djilali Bedrani          | Frankreich | 8:57,27                                        |
| DNF   | Jakob Dybdal Abrahamsen  | Dänemark   |                                                |
| DNF   | Wadim Slobodenjuk        | Ukraine    |                                                |
| DOP   | Jamel Chatbi             | Italien    | 8:33,25 für das Finale zugelassen              |

## Finale

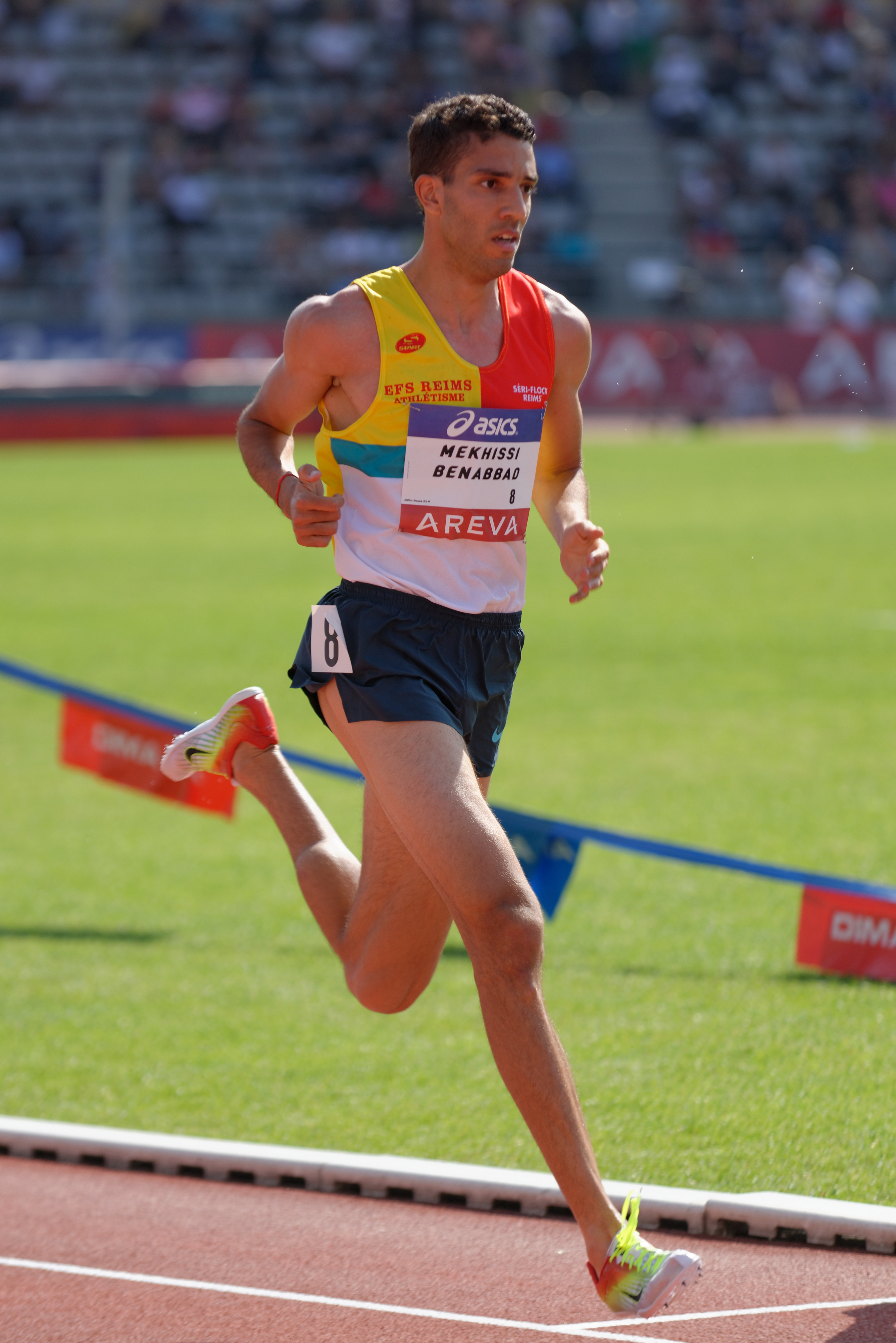
Mahiedine Mekhissi-Benabbad wurde zum dritten Mal Europameister
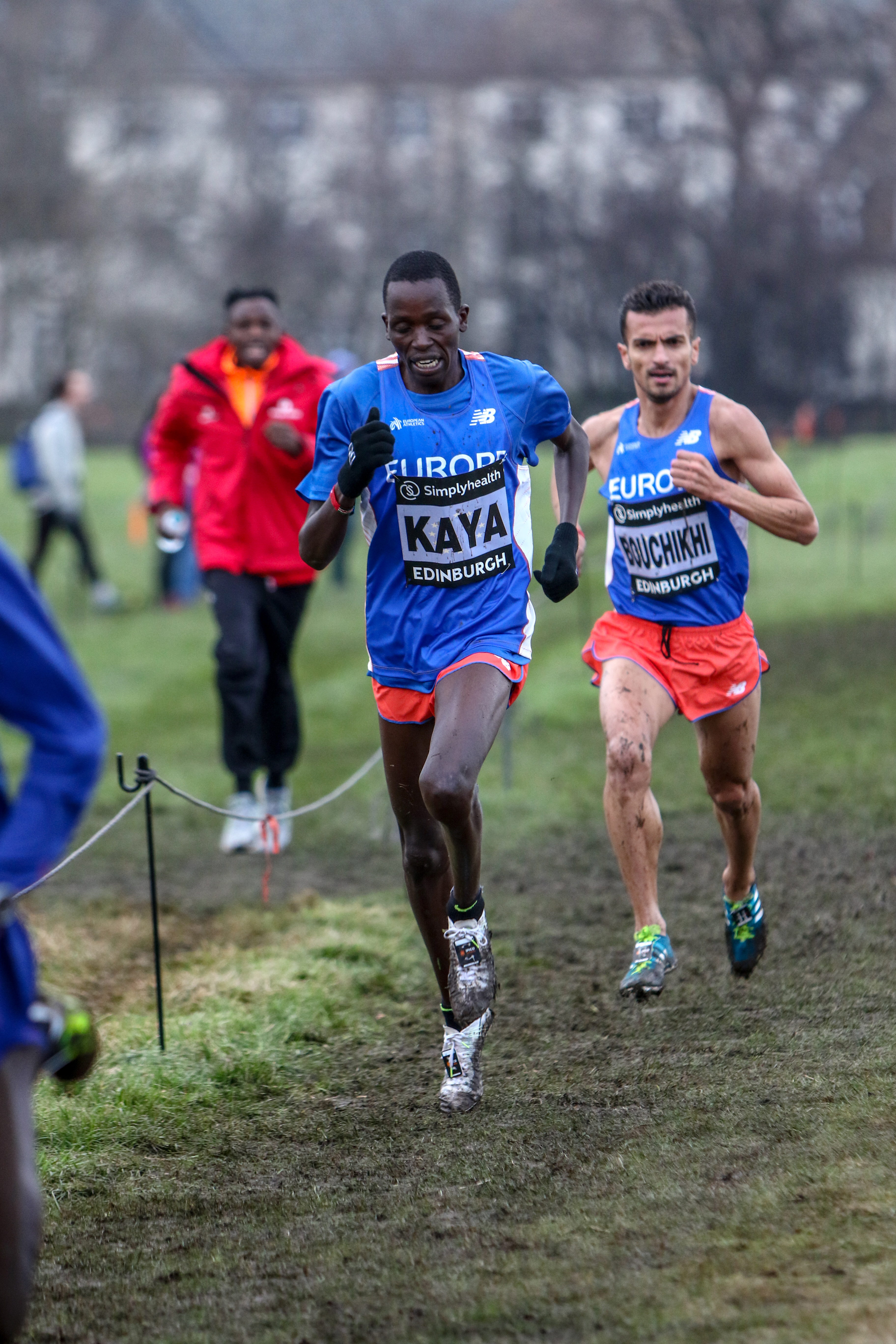
Vizeeuropameister Aras Kaya
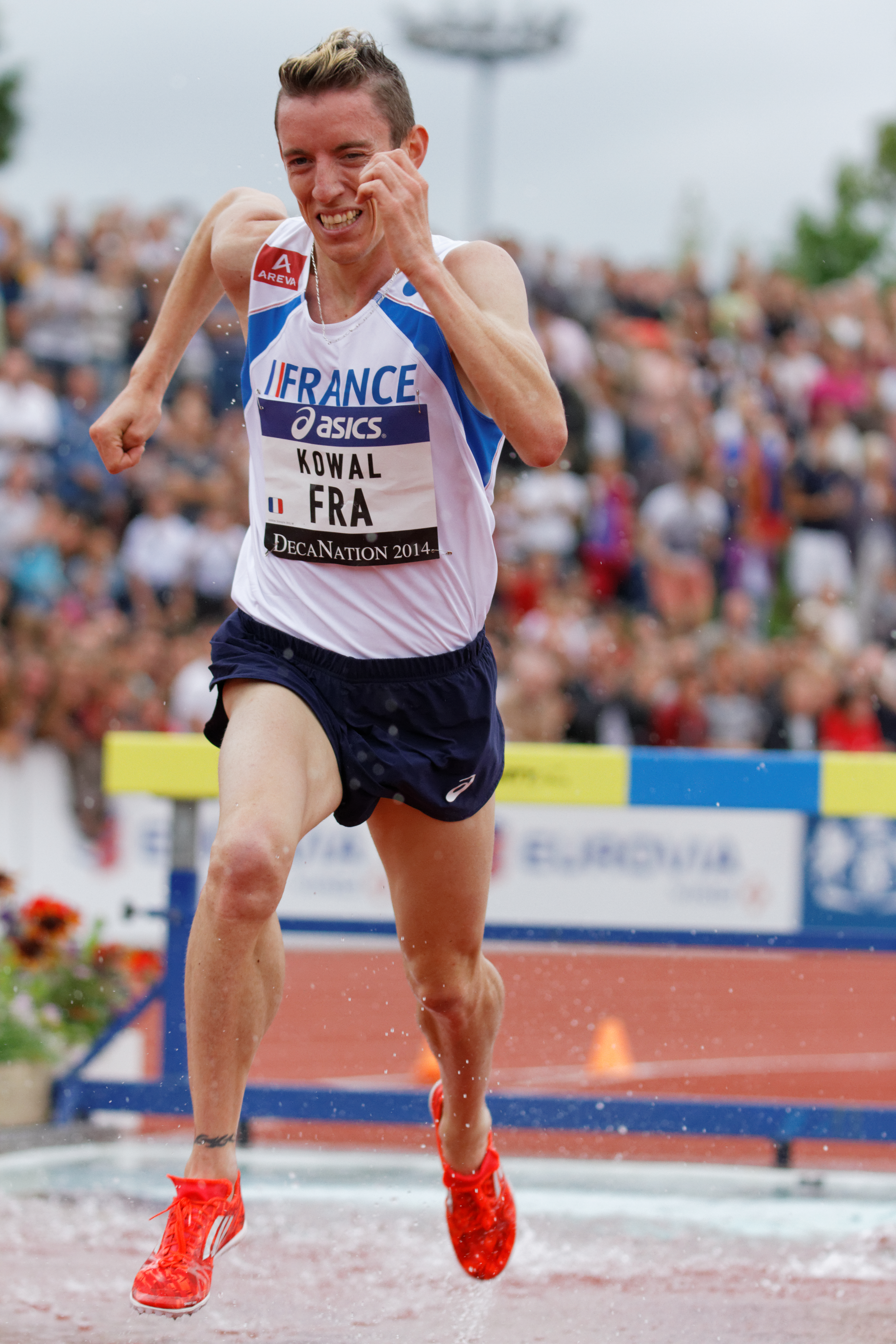
Titelverteidiger Yoann Kowal errang diesmal Bronze

8. Juli 2016, 21:25 Uhr
| Platz | Name                        | Nation         | Zeit (min) |
| ----- | --------------------------- | -------------- | ---------- |
| 1     | Mahiedine Mekhissi-Benabbad | Frankreich     | 8:25,63    |
| 2     | Aras Kaya                   | Türkei         | 8:29,91    |
| 3     | Yoann Kowal                 | Frankreich     | 8:30,79    |
| 4     | Sebastián Martos            | Spanien        | 8:31,93    |
| 5     | Rob Mullett                 | Großbritannien | 8:33,29    |
| 6     | Kaur Kivistik               | Estland        | 8:33,75    |
| 7     | Abdoullah Bamoussa          | Italien        | 8:35,35    |
| 8     | Yuri Floriani               | Italien        | 8:35,94    |
| 9     | Fernando Carro Morillo      | Spanien        | 8:40,73    |
| 10    | Ole Hesselbjerg             | Dänemark       | 8:42,27    |
| 11    | Emil Blomberg               | Schweden       | 8:48,98    |
| 12    | Abdelaziz Merzougui         | Spanien        | 8:51,37    |
| DNS   | Krystian Zalewski           | Polen          |            |
| DOP   | Jamel Chatbi                | Italien        | 8:32,43    |
| DOP   | Hakan Duvar                 | Türkei         | 8:44,03    |

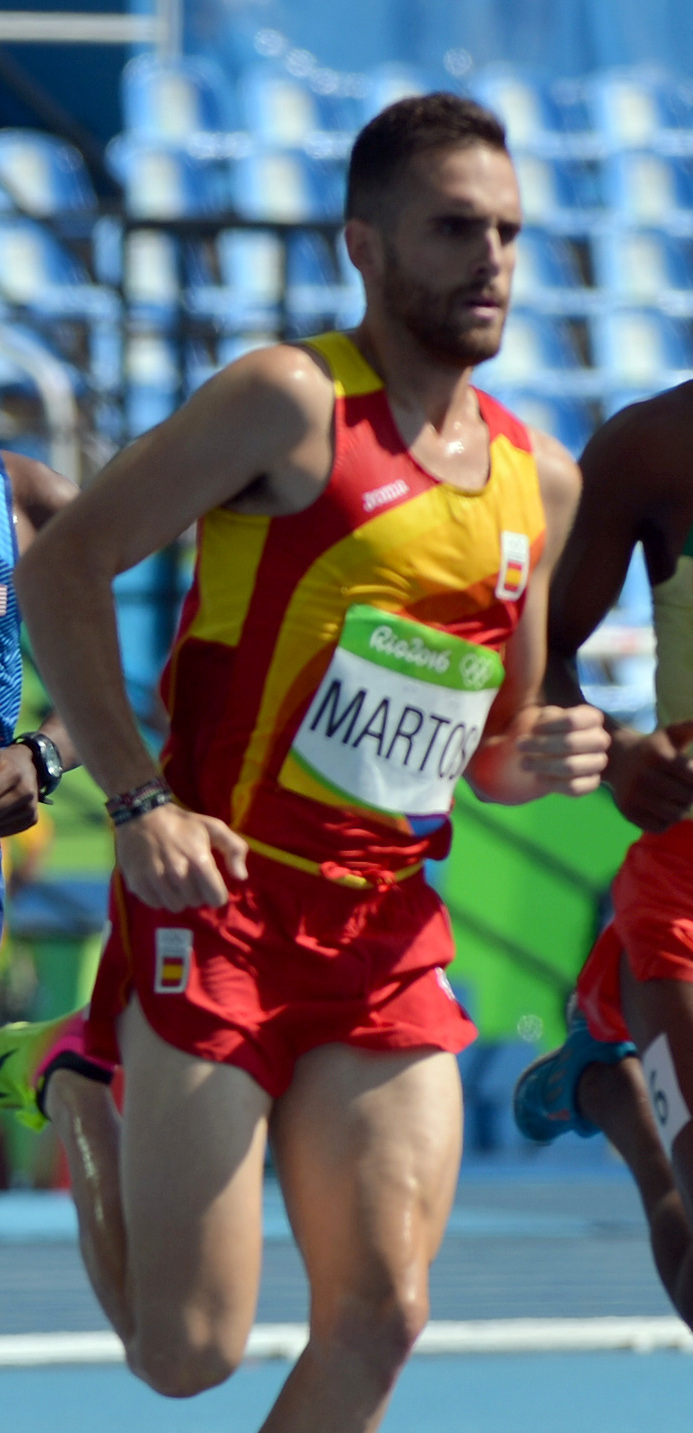
Sebastián Martos belegte Rang vier
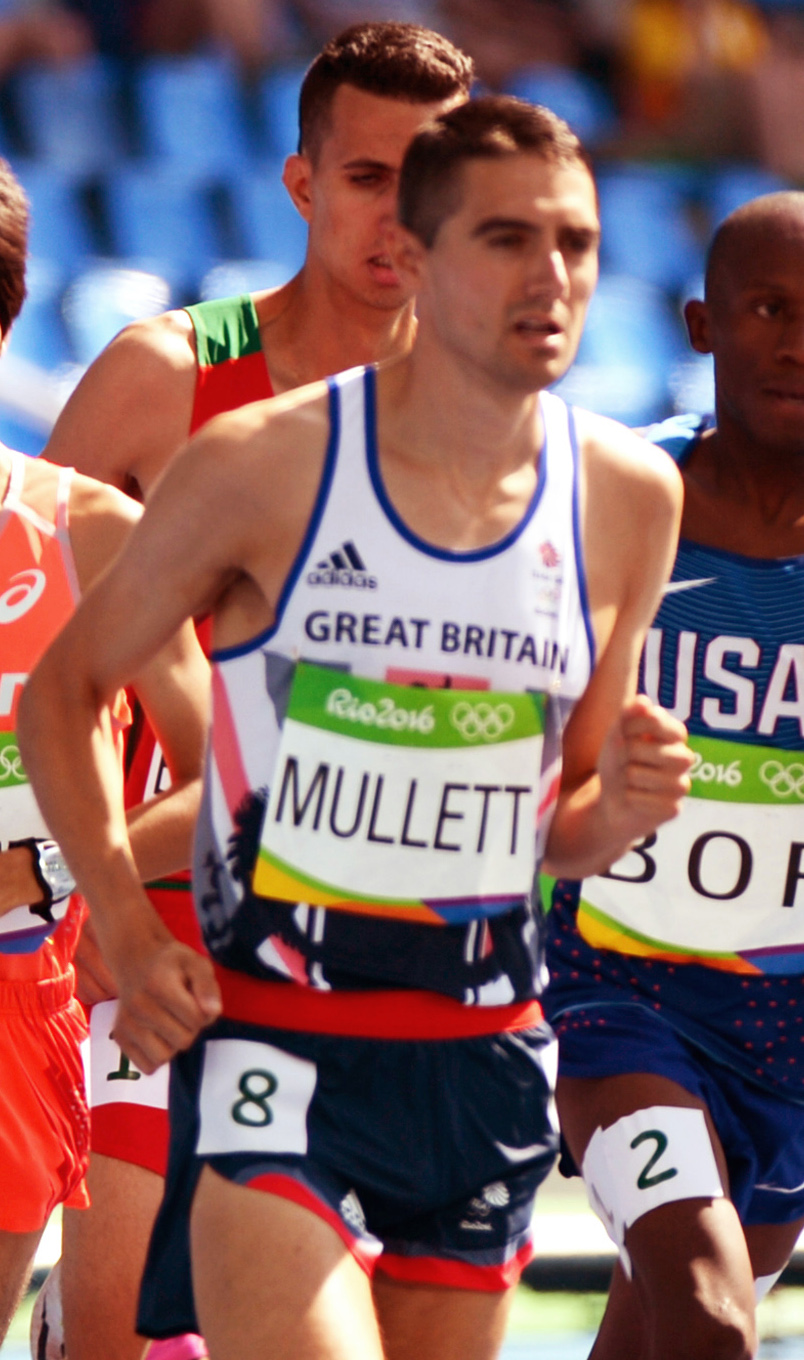
Rob Mullett wurde Fünfter
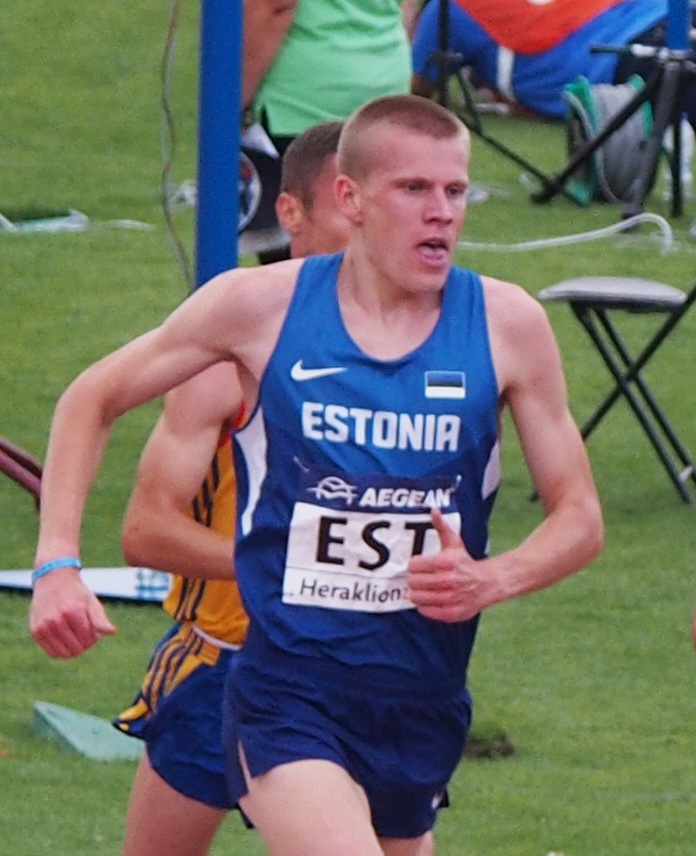
Kaur Kivistik erreichte Platz sechs
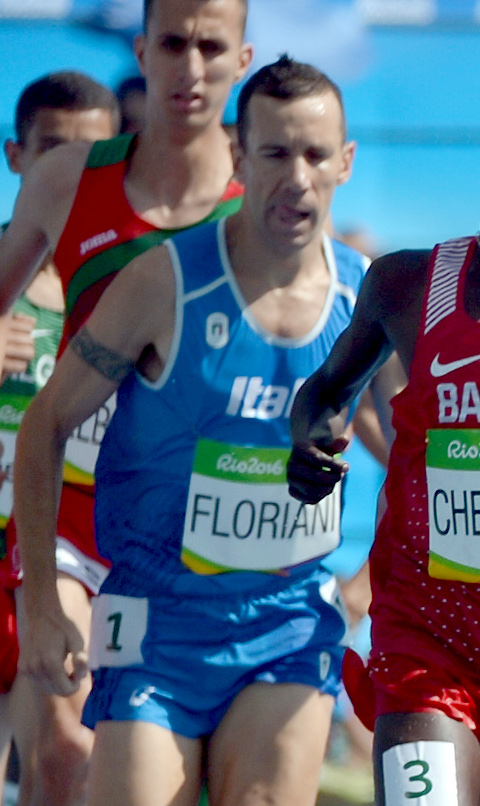
Yuri Floriani Rio 2016 kam auf den achten Platz

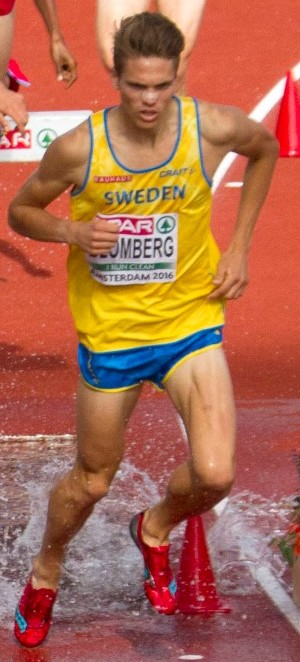
Platz zehn für Emil Blomberg
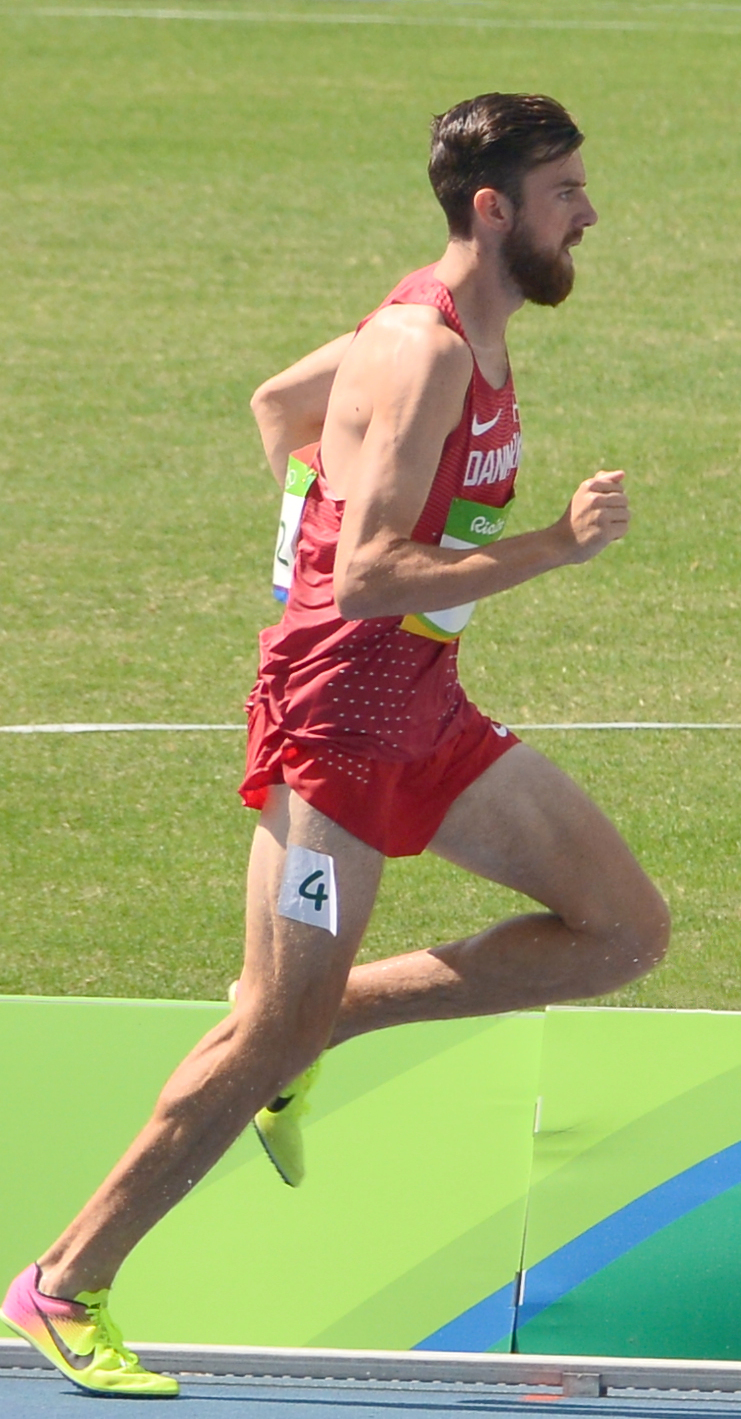
Ole Hesselbjerg – Rang elf
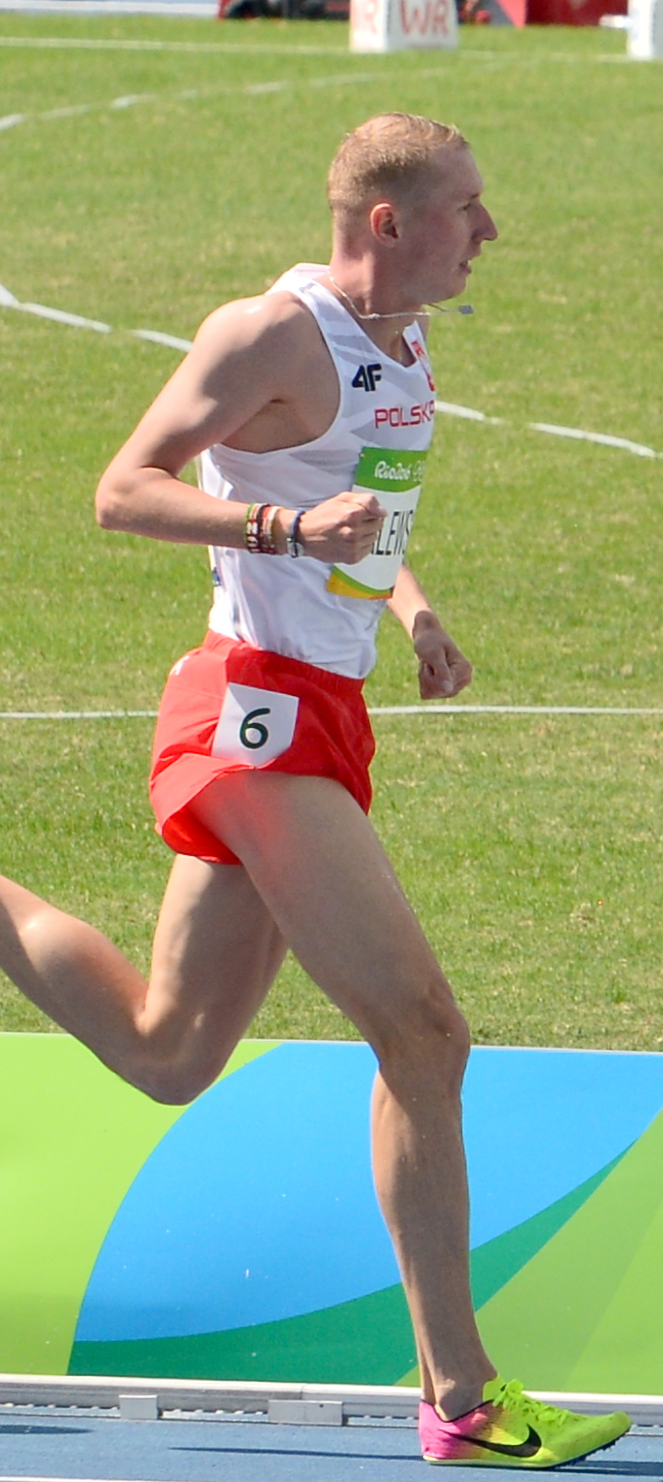
Fernando Carro wurde Sechster
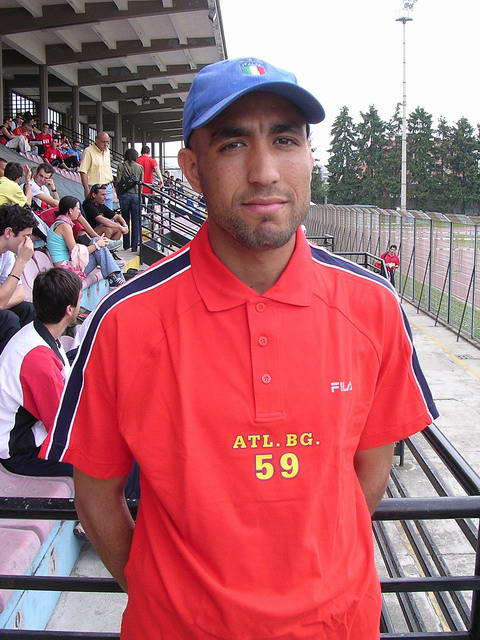
Jamel Chatbi – einer von zwei Dopingsündern in diesem Wettbewerb

## Videolink
- 3000m Steeplechase Men Final - European Athletics Championships 2016, youtube.com, abgerufen am 19. März 2023